# Nutanix
Nutanix ist ein US-amerikanisches Unternehmen, welches sich auf Multicloud- & Datacenter-Lösungen konzentriert. Der Sitz des Unternehmens befindet sich in San José im Silicon Valley.
Nutanix wurde 2009 gegründet und bietet Software für den Betrieb von Rechenzentren und Multicloud an. Im Geschäftsjahr 2018 (August–Juli) erzielte das rund 4.000 Mitarbeiter starke Unternehmen einen Umsatz von 1,155 Milliarden US-Dollar.
Am 22. Dezember 2015 hat das Unternehmen bekanntgegeben, die notwendigen Unterlagen bei der US-Börsenaufsicht eingereicht zu haben, um in den NASDAQ-Index aufgenommen zu werden.
2017 verkündete das Unternehmen auf der Nutanix.NEXT Conference 2017 eine strategische Partnerschaft mit Google Cloud.